# ناحیه لی، شهرستان بون، آرکانزاس
ناحیه لی، شهرستان بون، آرکانزاس (به انگلیسی: Lee Township) یک منطقهٔ مسکونی در ایالات متحده آمریکا است که در شهرستان بونی، آرکانزاس واقع شده‌است. ناحیه لی ۱٬۸۶۷ نفر جمعیت دارد.